# Tempted and Tried
| Recensione | Giudizio |
| ---------- | -------- |
| AllMusic   |          |

Tempted and Tried è il quattordicesimo album degli Steeleye Span, pubblicato dalla Dover Records nel 1989.
Nel gruppo entra il cantante, bassista e pianista Tim Harries.
L'album edito dall'etichetta Sanachie Records contiene gli stessi brani, ma in ordine differente.

## Tracce
Lato A
1. Padstow – 3:05 (Brano tradizionale, arrangiamenti Steeleye Span)
2. The Fox – 3:06 (Peter Knight)
3. Two Butchers – 4:51 (Bob Johnson)
4. Following Me – 3:39 (Peter Knight)
5. Seagull – 2:45 (Peter Knight)
6. The Cruel Mother – 5:36 (Brano tradizionale, arrangiamenti Steeleye Span)

Lato B
1. Jack Hall – 3:58 (Bob Johnson)
2. Searching for Lambs – 4:13 (Brano tradizionale, arrangiamenti Steeleye Span)
3. Shaking of the Sheets (Or The Dance of Death) – 4:12 (Bob Johnson)
4. Reels: The First House in Connaught, Sailor's Bonnet – 2:52 (Brano tradizionale, arrangiamenti Steeleye Span)
5. Betsy Bell and Mary Gray – 5:00 (Brano tradizionale, arrangiamenti Steeleye Span)

## Musicisti
- Maddy Prior  - voce
- Tim Harries  - voce, pianoforte, basso
- Bob Johnson  - chitarra, voce, produttore
- Peter Knight  - voce, violino, mandolino, produttore
- Nigel Pegrum  - batteria, percussioni
- Martin Ditchum  - percussioni